# Couverture de survie
 (janvier 2010).
Si vous disposez d'ouvrages ou d'articles de référence ou si vous connaissez des sites web de qualité traitant du thème abordé ici, merci de compléter l'article en donnant les références utiles à sa vérifiabilité et en les liant à la section « Notes et références ».

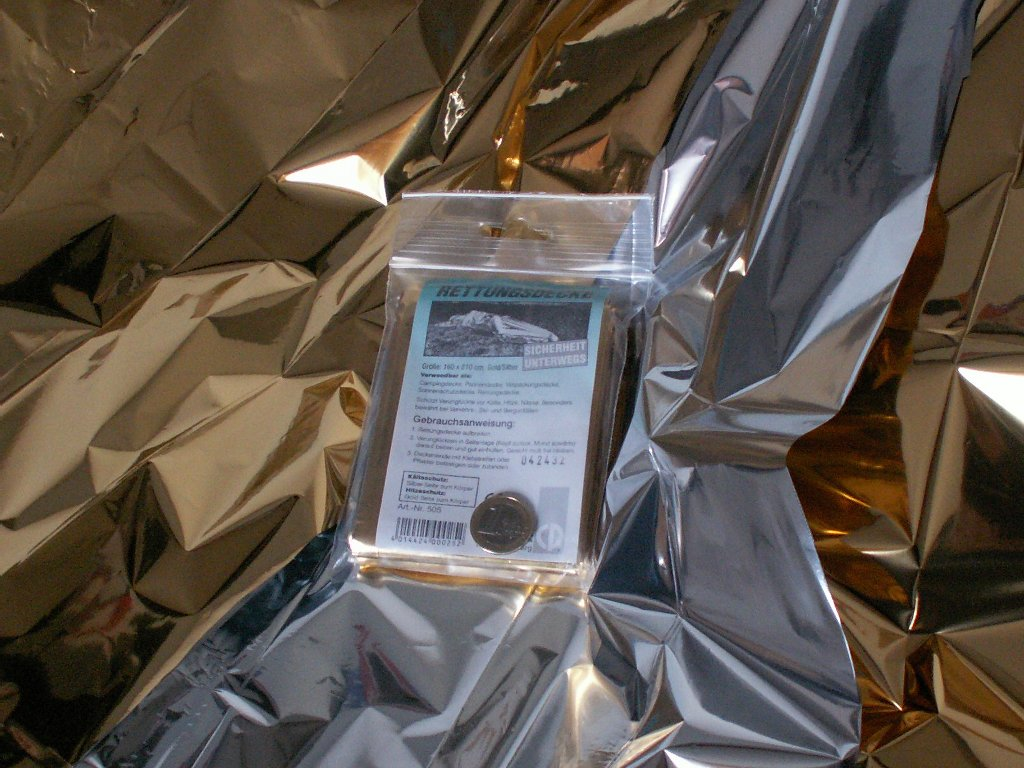
Une couverture de survie neuve déballée, et une autre dans un emballage avec une pièce de 1 euro enfermée avec.

Une couverture de survie ou couverture isothermique est une couverture isolante utilisée dans les situations d'urgences afin de réduire les pertes de chaleur et les possibilités d'hypothermie. Une couverture de survie est aussi utilisée pour ses propriétés imperméables contre l'humidité ou le vent, tant par les secouristes que pour divers usages, tel un tapis de sol en bivouac.

## Propriétés techniques

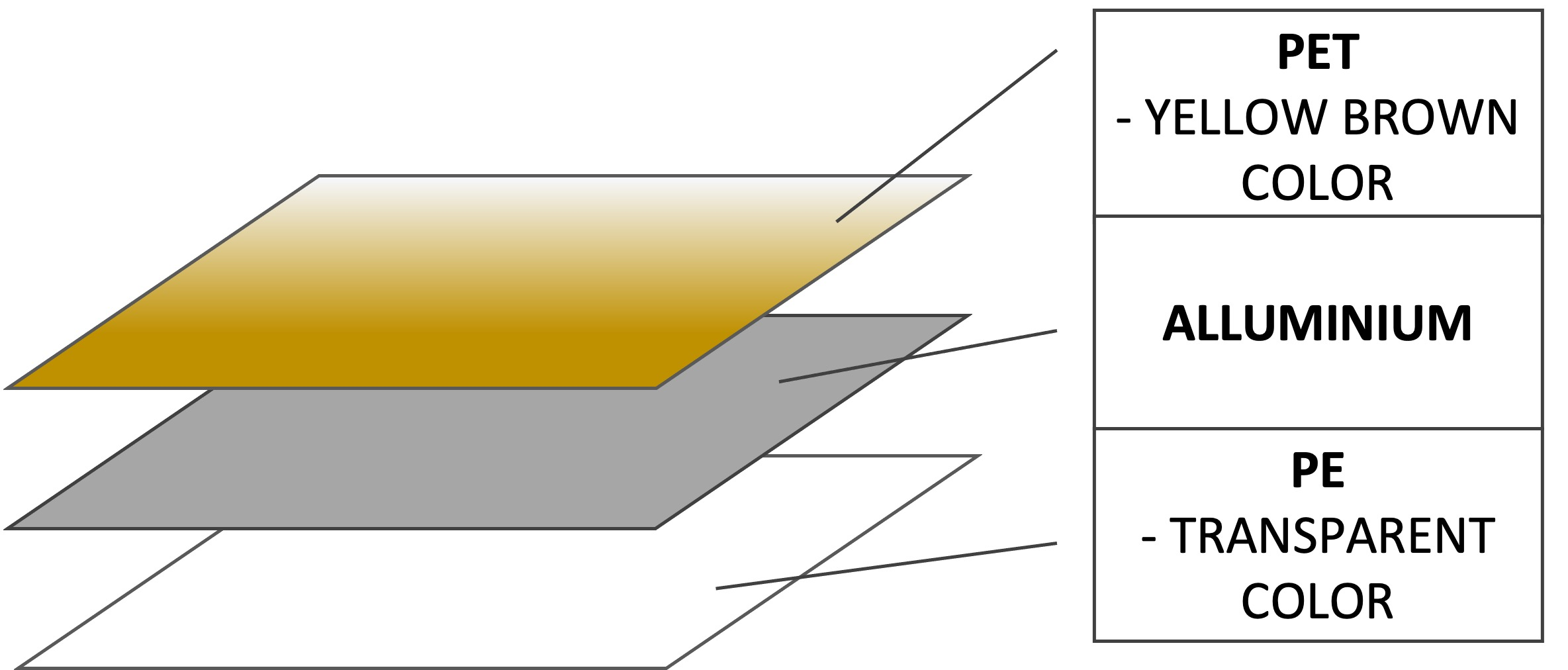
couches d'une couverture d'urgence

Elle est fabriquée à partir d’un film PET métallisé d'une épaisseur variable (souvent de 13 µm), très résistant à la traction, imputrescible et imperméable. D'une dimension standard de 2,20 m par 1,40 m (ou 1,60 m), sa masse très légère est de 60 (ou 65) grammes. Elle réfléchit environ 90 % du rayonnement infrarouge. Des couvertures à usage unique existent, mais également des couvertures réutilisables ou encore à usage multiples. Leur poids ainsi que leur prix varient dans ce cas, on ira d'une couverture pesant 50 g à une couverture pesant 200 g voire plus pour des couvertures de survie de type militaire. Leur dimension reste bien souvent de 2,20 m de haut pour une largeur assez variable supérieure à 1 m et inférieure à 2 m. Leur point commun est qu'elles ont toutes une base de film polyéthylène téréphtalate (ou mylar) avec au moins une face de couleur gris métallisé.

## Éléments historiques
Ce type de couverture en mylar est développé en 1964 par la NASA dans le but d'isoler thermiquement les satellites, les navettes et les combinaisons spatiales, qui doivent être protégées de la lumière du soleil pour éviter la surchauffe. La société sous-traitant sa fabrication, MPI, commence à distribuer ces couvertures lors de marathons au milieu des années 1970 lorsqu'un de ses employés a l'idée d'en utiliser une à la fin du marathon de New York qui a lieu en automne, afin d'éviter l'hypothermie. Dès lors, son usage s'étend à l'armée américaine, aux hôpitaux et aux secours d'urgence aux personnes.

## Utilisation
La couverture de survie possède deux faces, une fortement réfléchissante (brillante argentée) et l'autre absorbante (généralement une surface dorée, parfois une surface argentée mate). La face argentée reflète à 90 % le rayonnement infrarouge, alors que la surface dorée a une capacité d'absorption de la chaleur de 50 % 
| Objectif                                                    | Face à mettre vers l'exterieur |
| ----------------------------------------------------------- | ------------------------------ |
| Garder la chaleur du patient Le protéger du froid extérieur | Face dorée ou mate             |
| Garder le patient au frais Le protéger du soleil            | Face argentée, brillante       |

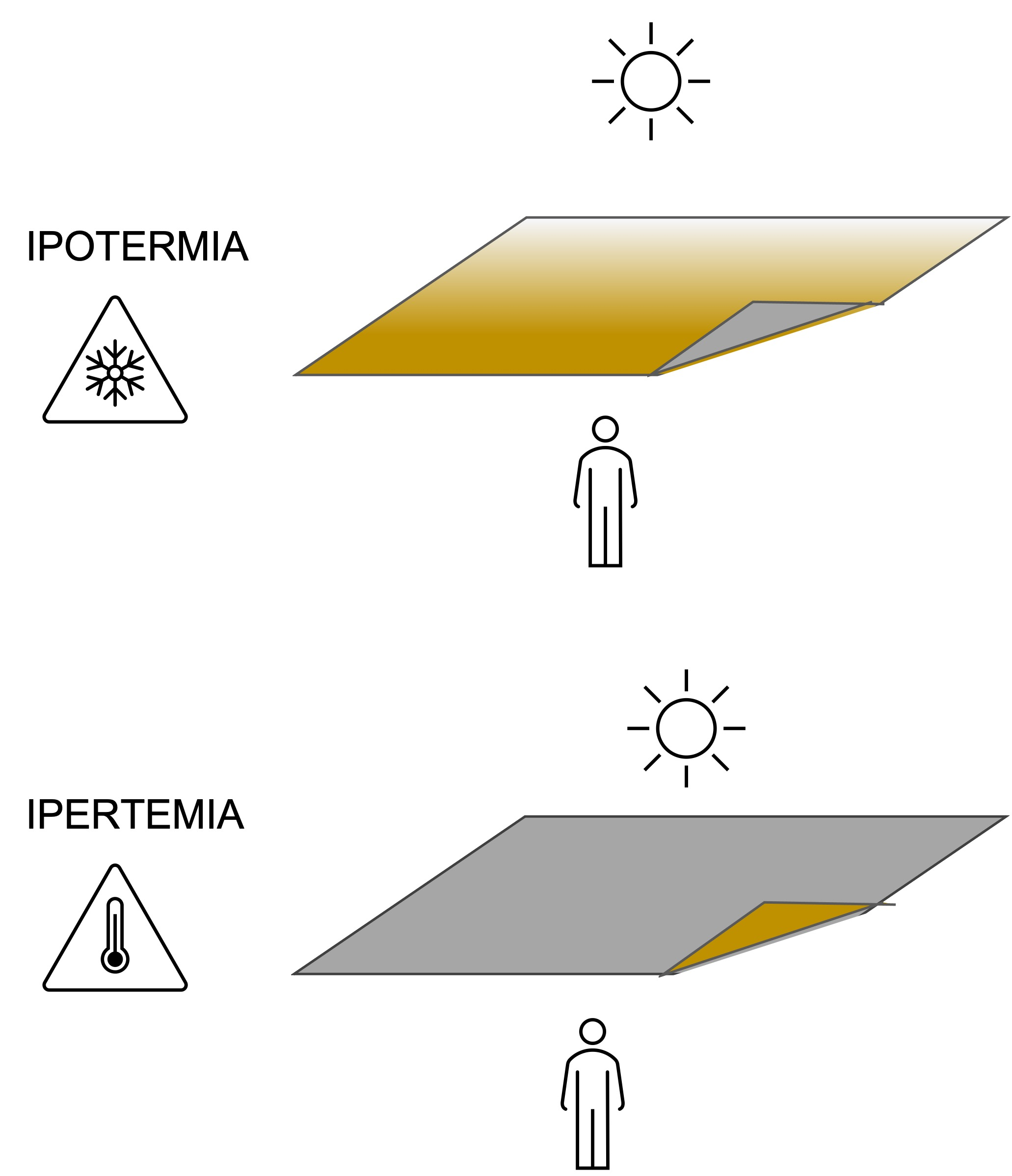
Comment utiliser une couverture de survie. Ci-dessus : en cas d'hypothermie ; ci-dessous : en cas d'hyperthermie.

Du fait de sa température, un corps humain est émetteur de rayonnement thermique dans le domaine de l'infrarouge (proche de 10 micromètres). Pour lutter contre l'hypothermie, la surface dorée doit être à l'extérieur,. Ainsi, le rayonnement infrarouge intérieur est conservé et une partie de celui provenant de l'environnement extérieur est absorbé et complète l'apport calorifique. Pour lutter contre l'insolation, il est conseillé de placer la face argentée à l'extérieur, celle-ci réfléchissant le rayonnement infrarouge à 90 %.
En principe, elle est d'usage unique. Si on souhaite cependant la garder, pour éviter les déchirures, il est conseillé de la ranger après utilisation dans son sachet plastique d'origine en la repliant suivant les rainures d'origine. Sa légèreté rend l'opération délicate, surtout s'il y a du vent, et il est conseillé d'être deux personnes pour la réaliser.
Pour qu'elle fonctionne bien, la couverture doit envelopper totalement le patient. En effet, le moindre trou laisse passer le vent à l'intérieur et la couverture est alors inefficace. De plus, elle risque de s'envoler.

## Éléments d'indications
La couverture de survie est un élément important dans la trousse de secours car la déperdition de chaleur est un facteur aggravant pour la victime. Elle est recommandée en haute montagne, durant une excursion, car la météo peut toujours changer rapidement dans cet environnement. Dans le cas d'accidents de la route, surtout pour les motocyclistes, il est conseillé d'en avoir une dans son véhicule (notamment par temps de neige).

## Contre-indications
Cette couverture ne doit pas être utilisée :
- en cas d'orage ;
- près des matières incandescentes ;
- lors de l'utilisation d'un défibrillateur automatique externe (DAE).